# Le Tueur de l'autoroute
Pour plus de détails, voir Fiche technique et Distribution.
Le Tueur de l'autoroute (Bumperkleef) est un thriller belgo-néerlandais écrit et réalisé par Lodewijk Crijns, sorti en 2019.

## Synopsis
Parents de deux petites filles, Hans et sa femme Diana prennent la route des vacances pour se rendre chez les grands-parents du père de famille. Pourtant, le retard stresse Hans qui perd les nerfs au point d'être agressif et nerveux. Sûr de lui et arrogant, il conduit de plus en plus vite et il ne supporte plus les autres routiers qu'il trouve beaucoup trop lents. À une station-service, une altercation survient entre lui et le conducteur d'une camionnette blanche qui lui reproche de conduire trop vite et de mettre les autres usagers de la route en danger. De retour en voiture, Hans reprend son chemin avec sa famille et il ne respecte toujours pas les limitations de vitesse. Très vite, il remarque que la fameuse camionnette blanche les suit, les double voire les traque... Rapidement, la situation dégénère et, terrorisés, Hans et ses proches craignent pour leur vie car ils sont tombés sur un psychopathe, vêtu d'une combinaison d'exterminateur, qui n'est pas près de s'arrêter de s'acharner sur eux...

## Fiche technique
- Titre original : Bumperkleef
- Titre français : Le Tueur de l'autoroute
- Réalisation et scénario : Lodewijk Crijns
- Photographie : Bert Pot
- Montage : Bert Jacobs
- Musique : Steve Willaert
- Production : Arnold Heslenfeld, Laurette Schillings , Frans van Gestel et Mylène Verdurmen
- Sociétés de production : Topkapi Films, AVROTROS, Savage Film et Eyeworks Film & TV Drama
- Sociétés de distribution : Splendid Film
- Pays de production :  Pays-Bas,  Belgique
- Langue originale : néerlandais
- Format : couleur - 2.35:1
- Genre : thriller
- Durée : 86 minutes
- Dates de sortie :
  - Pays-Bas : 31 octobre 2019
  - France : 10 août 2020 (DVD)
- Classification :
  - France : Interdit aux moins de 12 ans lors de sa sortie vidéo et à la télévision

## Distribution
- Jeroen Spitzenberger : Hans
- Anniek Pheifer : Diana
- Roosmarijn van der Hoek : Milou
- Liz Vergeer : Robine
- Willem de Wolf : l'exterminateur Ed
- Truus te Selle : grand-mère Trudy
- Hubert Fermin : grand-père Joop